# Section 2
Section 2 es el segundo álbum de estudio de The Howling Hex. Fue lanzado en formato LP el 20 de abril de 2004 por Drag City.

## Lista de canciones

### Lado uno
1. "Where's the Party at, Peaches & Cream? It's Been a While" (Howling Hex)
2. "Rock-a-Doodle-Doo" (Linda Lewis)
3. "You Remind Me That I'm Hanging by a Moment" (Howling Hex)

### Lado dos
1. "Turn Off the Light, Like a Hero Living It Up" (Howling Hex)
2. "Breakaway" (William Truckaway)

- Datos: Q7444590